# Happy Death Day
Happy Death Day (bra: A Morte Te Dá Parabéns; prt: Feliz Dia para Morrer) é um filme norte-americano de 2017, dos gêneros suspense e terror, dirigido por Christopher B. Landon, com roteiro de Landon e Scott Lobdell, e estrelado por Jessica Rothe, Israel Broussard e Ruby Modine.
O filme foi produzido pela Blumhouse Productions e lançado em 12 de outubro de 2017 pela Universal Pictures. O filme arrecadou US$ 115 milhões em todo o mundo sobre um orçamento de US$ 4,8 milhões e recebeu críticas positivas, com críticos considerando a produção divertida apesar das familiaridades da premissa, e descrevendo-o como um encontro entre Groundhog Day e Scream. Uma continuação, Happy Death Day 2U, estreou em 2019.

## Sinopse
A estudante Tree é do tipo que não valoriza as amizades, esnoba os meninos e ignora quando os pais ligam pra ela. No dia do seu aniversário, no entanto, ela é brutalmente assassinada por um homem de máscara, mas acaba voltando sempre ao mesmo dia, acordando no dia do aniversário para ser assassinada no final. Tree decide então aproveitar essa repetição para descobrir quem está por trás de seu assassinato e os motivos para isso.

## Elenco
- Jessica Rothe como Theresa "Tree" Gelbman
- Israel Broussard como Carter Davis
- Ruby Modine como Lori Spengler
- Rachel Matthews como Danielle Bouseman
- Charles Aitken como Gregory Butler
- Phi Vu como Ryan Phan
- Laura Clifton como Stephanie Butler
- Jason Bayle como David Gelbman
- Rob Mello como Joseph Tombs
- Missy Yager como Julie Gelbman
- Caleb Spillyards como Tim Bauer
- Cariella Smith como Becky Shepard
- Blaine Kern III como Nick Sims
- Dona Duplantier como enfermeira Deena
- Dane Rhodes como oficial Santora
- Billy Slaughter como dr. Winter
- GiGi Erneta como repórter
- Jimmy Gonzales como policial
- Tenea Intriago como estudante protestante
- Lindsey G. Smith como garçonete
- Tran Tran como Emily

## Produção
O filme foi inicialmente anunciado como Half to Death em 2007, estrelado por Megan Fox e produzido por Michael Bay. Após Christopher B. Landon ser contratado para reescrever o roteiro de Scott Lobdell, o estúdio decidiu não prosseguir com o projeto. Anos depois, quando Landon almoçou com a produtora Angela Mancuso, ela se lembrou de Half to Death, inspirando Landon a encaminhar seu texto para Jason Blum, com quem trabalhou nas continuações de Paranormal Activity. Blum aprovou e o projeto logo começou na Universal Pictures.
No dia 11 de outubro de 2016, a Blumhouse Productions anunciou que Jessica Rothe foi escalada para o papel principal do filme, com Christopher B. Landon escrevendo e dirigindo o longa e Jason Blum na produção. No dia 8 de novembro de 2016 foi anunciado que Ruby Modine, Charles Aitken e Rachel Matthews se uniram ao elenco do filme ao lado de Jessica Rothe e Israel Broussard.

### Filmagens
As filmagens ocorreram na Universidade Loyola em Nova Orleans, Louisiana, e duraram 5 semanas. As cenas em que Tree acorda na cama de Carter após sua morte foram filmadas em um período de dois dias. A cena após a morte de Lori deveria ser na casa de irmandade, mas a permissão para filmagens havia acabado antes da produção ser capaz de filmar lá, forçando a mudarem a locação para um restaurante de Los Angeles que aparece em outra produção da Blumhouse, Fragmentado.

### Final alternativo
No final original do filme, Tree é levada para o hospital depois de seu encontro com Lori. O médico a instrui a ficar longe de medicação para dor por pelo menos um dia, devido à extensão de seus ferimentos. Depois que ele sai, uma enfermeira chega e diz a Tree que ela está dando à Tree algo para a dor e Tree a informa das ordens do médico. A enfermeira se revela a esposa do Dr. Butler, Stephanie, que diz que o remédio é para sua própria dor e depois mata Tree como vingança pelo caso amoroso entre ela e o doutor.
Esta versão foi mostrada nas sessões de teste para o filme, e foi recebida negativamente pelo público, forçando os escritores a criarem o final que foi utilizado. O diretor Christopher Landon também revelou que Lori e o Dr. Butler eram os assassinos nos rascunhos do roteiro, algo que mais tarde inspirou a ideia do cupcake envenenado.

## Recepção

### Performance comercial
Happy Death Day foi lançado no dia 12 de outubro de 2017 pela Universal Pictures. Arrecadou US $ 55,7 milhões nos Estados Unidos e no Canadá, e US $ 67 milhões em outros territórios, para um total mundial de US $ 122,6 milhões, contra um orçamento de produção de US $ 4,8 milhões.
Nos Estados Unidos e no Canadá, o filme foi lançado junto a Marshall, O Estrangeiro e Professor Marston e as Mulheres-Maravilhas, e esperava-se arrecadar de 15 a 20 milhões de dólares em 3.130 cinemas em seu fim de semana de abertura. O filme arrecadou US$1 milhão em prévias na noite de quinta-feira, em 2.450 salas, semelhante ao outro lançamento da Blumhouse, A Visita (US $ 1,05 milhão em 2015) e US$11,6 milhões no primeiro dia, aumentando as projeções para US$26 milhões. O filme de fato conseguiu US$26 milhões, chegando ao topo das bilheterias, tornando-se o terceiro filme da Blumhouse Productions em 2017 (depois de Fragmentado e Corra!) a conseguir tal feito. Caiu 64% em seu segundo fim de semana para US$9,4 milhões, terminando em terceiro lugar atrás dos novatos Boo 2! Um Madea Halloween e Tempestade: Planeta em Fúria.

### Crítica
No site agregadores de resenhas Rotten Tomatoes, o filme tem uma classificação de aprovação de 71% com base em 119 avaliações, com uma classificação média de 6/10. O consenso crítico do site diz, "Happy Death Day coloca uma aposta de humor negro sci-fi sobre convenções slasher, com atuação estelar e afiada cortesia de Jessica Rothe". No Metacritic, o filme tem uma pontuação média ponderada de 57 de 100, com base em 26 resenhas, indicando "críticas mistas ou médias". As audiências pesquisadas pelo CinemaScore deram ao filme uma nota média de "B" em uma escala A+ a F, enquanto os fãs noticiados pelo PostTrak deram 52% de "recomendação definida".